# Chariesterus antennator
Chariesterus antennator ist eine Wanze aus der Familie der Randwanzen (Coreidae).

## Merkmale
Die hellbraun gefärbten schlanken Wanzen werden 11–14 mm lang. Die Basis der beiden Fühler liegt nah beieinander. Charakteristisch für die Wanzenart sind die Fühler. Das letzte Fühlerglied besitzt die Form eines Klöppels. Das vorletzte Fühlerglied ist schwarz und flach verbreitert. Die hellgrün gefärbten Nymphen besitzen ebenfalls ein verbreitertes vorletztes Fühlerglied.

## Vorkommen
Die Wanzenart kommt in der Nearktis vor. In den Vereinigten Staaten und in Kanada ist sie östlich der Rocky Mountains vertreten. Nach Süden reicht ihr Verbreitungsgebiet bis nach Costa Rica.

## Lebensweise
Die Wanzen fliegen gewöhnlich von April bis Oktober.
Als Wirts- und Futterpflanzen dienen hauptsächlich Vertreter der Gattung Wolfsmilch (Euphorbia), insbesondere Euphorbia dentata und Euphorbia corollata.